# Angus Gunn
Angus Fraser James Gunn (ur. 22 stycznia 1996 w Norwich) – szkocki piłkarz angielskiego pochodzenia, grający na pozycji bramkarza w angielskim klubie Norwich City oraz w reprezentacji Szkocji. Uczestnik Mistrzostw Europy 2024.

## Życiorys
Karierę rozpoczął w klubie z rodzinnego miasta - Norwich City, zanim dołączył do akademii Manchesteru City w 2011 roku. W czerwcu 2013 roku podpisał profesjonalny kontrakt, obowiązujący przez trzy lata. Przed rozpoczęciem sezonu 2017/18 powrócił do Norwich na zasadzie wypożyczenia. Zadebiutował w wyjazdowym meczu przeciwko Fulham F.C. 16 sierpnia 2017 roku zachował pierwsze czyste konto w spotkaniu ligowym z Queens Park Rangers na stadionie Carrow Road. Znalazł się w trójcie najlepszych zawodników sezonu według fanów obok Jamesa Maddisona, a także Granta Hanleya.
W lipcu 2018 roku podpisał pięcioletni kontrakt z Southampton, a kwota transferu wyniosła 13,5 mln funtów. 2 stycznia 2019 roku zadebiutował w meczu ligowym przeciwko Chelsea. Spotkanie zakończyło się remisem 0:0, a Gunn został wybrany zawodnikiem meczu.
23 czerwca 2021 roku Gunn powrócił do swego macierzystego klubu Norwich City

## Kariera reprezentacyjna

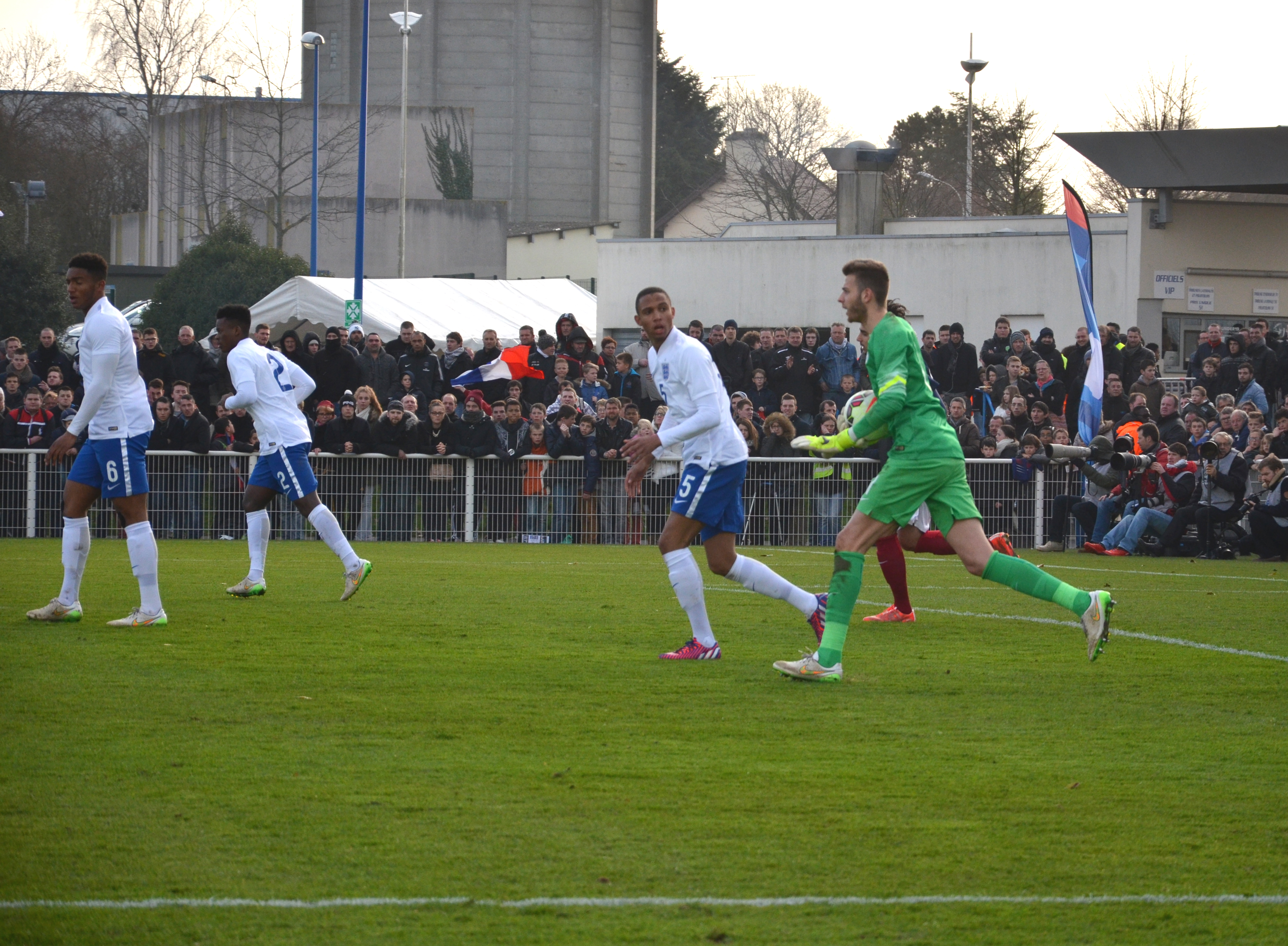
Angus Gunn (w zielonej koszulce) podczas spotkania z Francją U-19.

Pomimo że jego ojciec Bryan reprezentował Szkocję na arenie międzynarodowej, Angus zdecydował się reprezentować Anglię w różnych kategoriach wiekowych.
Gunn swoje pierwsze powołanie do reprezentacji Anglii otrzymał w listopadzie 2017 roku, na towarzyski mecz z Brazylią po tym, jak Jack Butland doznał urazu i nie był zdolny do gry. W marcu 2018 roku otrzymał propozycję od selekcjonera Alexa McLeish'a, aby reprezentował Szkocję, jednak Gunn zdecydował się pozostać w reprezentacji Anglii i w maju 2018 roku dostał szansę trenowania z dorosłą drużyną, jadącą na Mistrzostwa Świata 2018 w Rosji.
Gunn zmienił narodowe barwy na szkockie w marcu 2023 roku, wtedy też został powołany do kadry na spotkania kwalifikacyjne UEFA Euro 2024. Zadebiutował 25 marca w meczu z Cyprem. Zachował wtedy czyste konto w wygranym 3-0 spotkaniu na Hampden Park.

## Sukcesy
Z reprezentacją Anglii U-21
- Turniej w Tulonie: 2016